# Sarah Bakewell

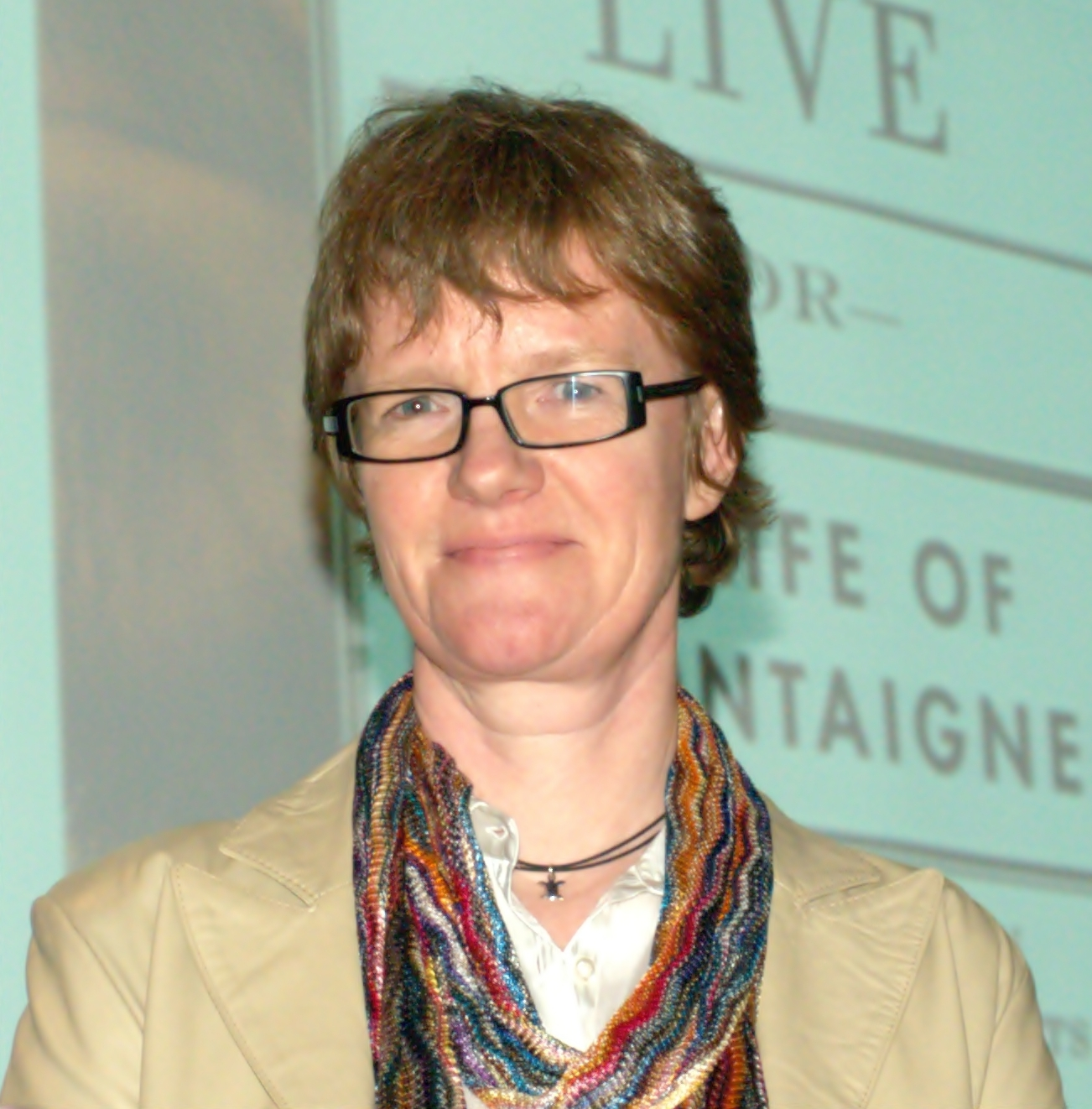
Sarah Bakewell (2011)

Sarah Bakewell (* 3. April 1963 in Bournemouth, England) ist eine englische Autorin und Kuratorin.

## Leben
Bakewell ging mit ihren Eltern als Fünfjährige auf Weltreise, die nach zwei Jahren vorläufig in Sydney, New South Wales in Australien endete. Dort arbeitete ihr Vater als Buchhändler und ihre Mutter als Bibliothekarin. Den zweiten Teil der Weltumrundung vollendete die Familie als Backpacker durch den Pazifik und Amerika.
Bakewell studierte an der University of Essex Philosophie, ein Promotionsvorhaben über Martin Heidegger gab sie wieder auf. Sie arbeitete jahrelang in Buchhandlungen und begann Anfang der 1990er Jahre als Kuratorin an der Wellcome Library in London. Dort war sie für frühe gedruckte Bücher zuständig und publizierte auch über Themen aus der Frühen Neuzeit. Ein weiteres Ergebnis ihrer Arbeit an der Wellcome Library war ihr erster Roman The Smart über einen Fälscherprozess im 18. Jahrhundert. 
Ein weiteres Werk Bakewells lehnt sich an das Leben des dänischen Abenteurers und Seemanns Jørgen Jürgensen an. Ihr Werk über das Leben Montaignes wurde preisgekrönt und ins Deutsche übersetzt.
Bakewell lebt in Clapham im Süden Londons und arbeitet ab und an für die Kataloge des National Trust.

## Preise und Auszeichnungen
- 2018: Windham–Campbell Literature Prize in der Kategorie Non-Fiction.
- 2011: den US-amerikanischen National Book Critics Circle Award How to Live: A Life of Montaigne in One Question and Twenty Attempts at an Answer..
- 2010: den britischen Duff Cooper Prize für How to Live: A Life of Montaigne in One Question and Twenty Attempts at an Answer.

## Schriften
Chronologisch absteigend:
- Humanly Possible: seven hundred years of humanist freethinking, inquiry, and hope. Chatto & Windus, London 2023. ISBN 9780735223370, deutsch von Rita Seuß: Wie man Mensch wird. Auf den Spuren der Humanisten. Freies Denken, Neugierde und Glück. C.H. Beck, München 2023
- At the Existentialist Café - Freedom, Being and Apricot Cocktails. Chatto & Windus, London 2016, ISBN 978-0701186586, deutsch von Rita Seuß: Das Café der Existenzialisten - Freiheit, Sein und Aprikosencocktails. C. H. Beck, München, ISBN 978-3-406697647.
- How To Live or A Life of Montaigne in One Question and Twenty Attempts at an Answer, Chatto & Windus, London, Vintage Books 2011, ISBN 978-0-09-948515-5. 2012: deutsch von Rita Seuß: Wie soll ich leben? oder Das Leben Montaignes in einer Frage und zwanzig Antworten. C. H. Beck, München, ISBN 978-3-406-63969-2.
- The English Dane. Chatto & Windus, London. Vintage Books, London 2006, ISBN 978-0-09-943806-9.
- The Smart: The true Story of Margaret Caroline Rudd and the Unfortunate Perreau Brothers. Chatto & Windus, London 2001, ISBN 0-70117109X. Vintage Books, London 2002.
- A bibliography of Joannes Sambucus (1531–1584). Department of Library, Archive and Information Studies, London 1994.